# Stefano Ittar
Stefano Ittar   (Òvrutx, 1724 - La Valletta, 18 de gener de 1790) va ser un arquitecte italià nascut circumstancialment a Polònia on el seu pare, membre d'una família aristocràtica italiana, els Guidone d'Hittar, es trobava exiliat per un desacord amb el Gran duc de Toscana.

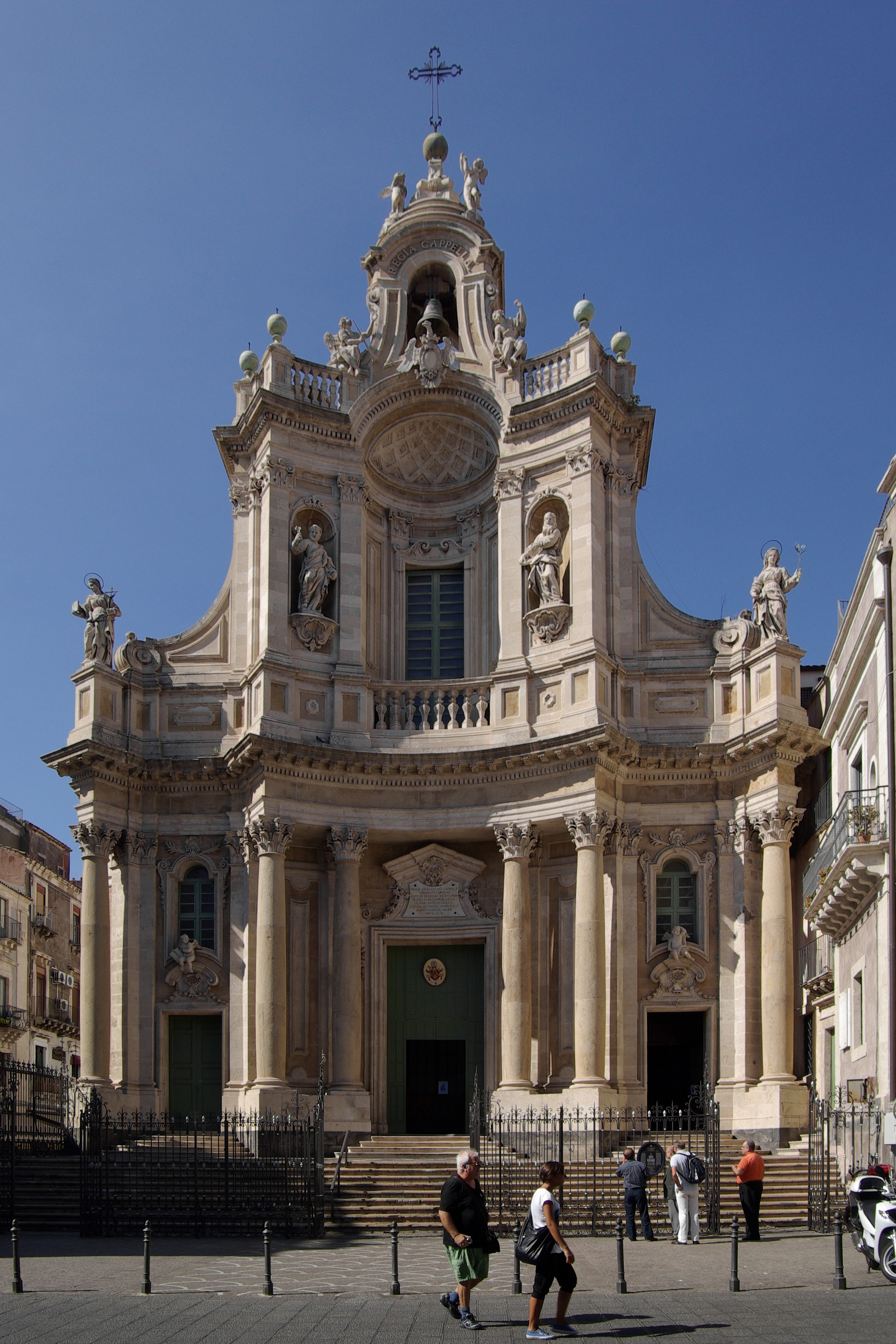
Barroc sicilià. Església de la "Collegiata" a Catania dissenyada per Stefano Ittar aprox. 1768.

Quan Ittar encara era jove, la seva família es va traslladar a Roma on més tard sota el patronatge del cardenal Alessandro Albani, va estudiar arquitectura en un període influït pels conceptes de Francesco Borromini.
Després d'una curta estada a Espanya, es va establir a Catània el 1765. La ciutat havia experimentat una gran reconstrucció després del fort terratrèmol de 1693, principalment gràcies a l'esforç de l'arquitecte Giovanni Battista Vaccarini, qui havia reconstruït en estil barroc, moltes zones de la ciutat, incloent-hi l'àrea de la catedral.
En aquesta època Ittar va conèixer Ignazio Paternó, Príncep de Biscari, que es trobava abocat a la reconstrucció del seu palazzo. El príncep un dels més rics i cultes de l'aristocràcia siciliana, es va convertir en el seu mecenes per molts anys. Poc després Ittar es va casar amb Rosaria Battaglia, filla de l'arquitecte Francesco Battaglia, dissenyador del Palazzo Biscari, amb qui va tenir nou fills.
Va ser empleat per treballar en la gran obra, i se sap que va ser responsable per gran part de l'arquitectura interior, i els pisos alts. Aquest va ser l'inici d'una espècie d'associació amb Battaglia, amb qui va dissenyar i va supervisar la construcció de diversos edificis eclesiàstics incloent l'enorme monestir benedictí de Catània, considerat un dels més grans d'Europa.
En aquesta gran construcció, Ittar va ser el responsable de la cúpula de l'església del monestir, construïda entre 1768 i 1783. Ittar va dissenyar la plaça semicircular enfront de l'església. La societat també va dissenyar la Porta Ferdinandea, avui coneguda com a Porta Garibaldi. Aquesta porta de la ciutat sigues construïda amb bandes de lava negra, és una obra mestra del barroc sicilià, adornada amb trofeus i àngels amb trompetes. Els arquitectes van dissenyar també la Piazza Palestro.
El 1767 era prou famós per encarar projectes individualment. Els edificis que va dissenyar en aquest període inclouen l'Església de Sant Martin a Bianchi, que va ser la seva primera façana corba. Als anys següents va completar el que es considera la seva obra mestra, la façana de l'Església de la Collegiata, originàriament dissenyada per Antonio Amato. Aquest edifici del barroc sicilià és un exemple meravellós de l'ús del clarobscur. Ittar va dissenyar després l'Església de Sant Plàcid, que té una façana adornada per un campanar central, carregat d'estàtues.
Mort Vaccarini en 1768, va ser invitat pels governants de Catània a dibuixar un nou pla de la ciutat, destacant els carrers drets com a exemple de planificació urbana del barroc. Aquest mapa va ser després passat a un gravat i imprès en sèrie.
El 1783 la construcció del monestir benedictí estava arribant a la seva fi. Per aleshores, Ittar ja era l'arquitecte i urbanista més respectat i influent de Catània. Malgrat això, seria un any que la seva vida va canviar completament. Va ser invitat a projectar una nova biblioteca per a l'Orde de Malta, en aquella illa de la Mediterrània. Ittar i la seva família es van mudar immediatament a La Valletta, iniciant un estil completament diferent de disseny. La nova biblioteca va tenir un disseny clàssic, amb columnes, arcades, finestres i frontons en aquest estil. La gran biblioteca, més aviat un enorme palau clàssic va ser completada en 1796, cinc anys després de la mort d'Ittar.
Es diu que, en aquell moment, Ittar es va suïcidar a causa d'errades al càlcul estructural de la biblioteca. Encara que la profusió de grans finestrals fa a la biblioteca, calorosa i amb molts corrents d'aire, no hi ha evidència de severes revisions de l'estructura o problemes en el seu disseny. Els enregistraments de la seva mort ho retreuen prenent l'eucaristia i rebent l'extremunció, sagraments que no es podrien haver administrat a un suïcida.
Dos dels seus fills, Enrico i Sebastiano, van ser també arquitectes, aconseguint una certa fama.